# Чикаленко Левко Євгенович
Левко́ Чикале́нко (рос. Лев Евгеньевич Чикаленко, 3 березня 1888, Перешори Херсонської губернії — 7 березня 1965, Нью-Йорк, США) — український громадсько-політичний діяч й археолог (учень Федора Вовка, разом з яким збирав археологічні й етнографічні матеріали). Дійсний член НТШ (з 1932 р.) й Української вільної академії наук (з 1945 р.).

## Життєпис

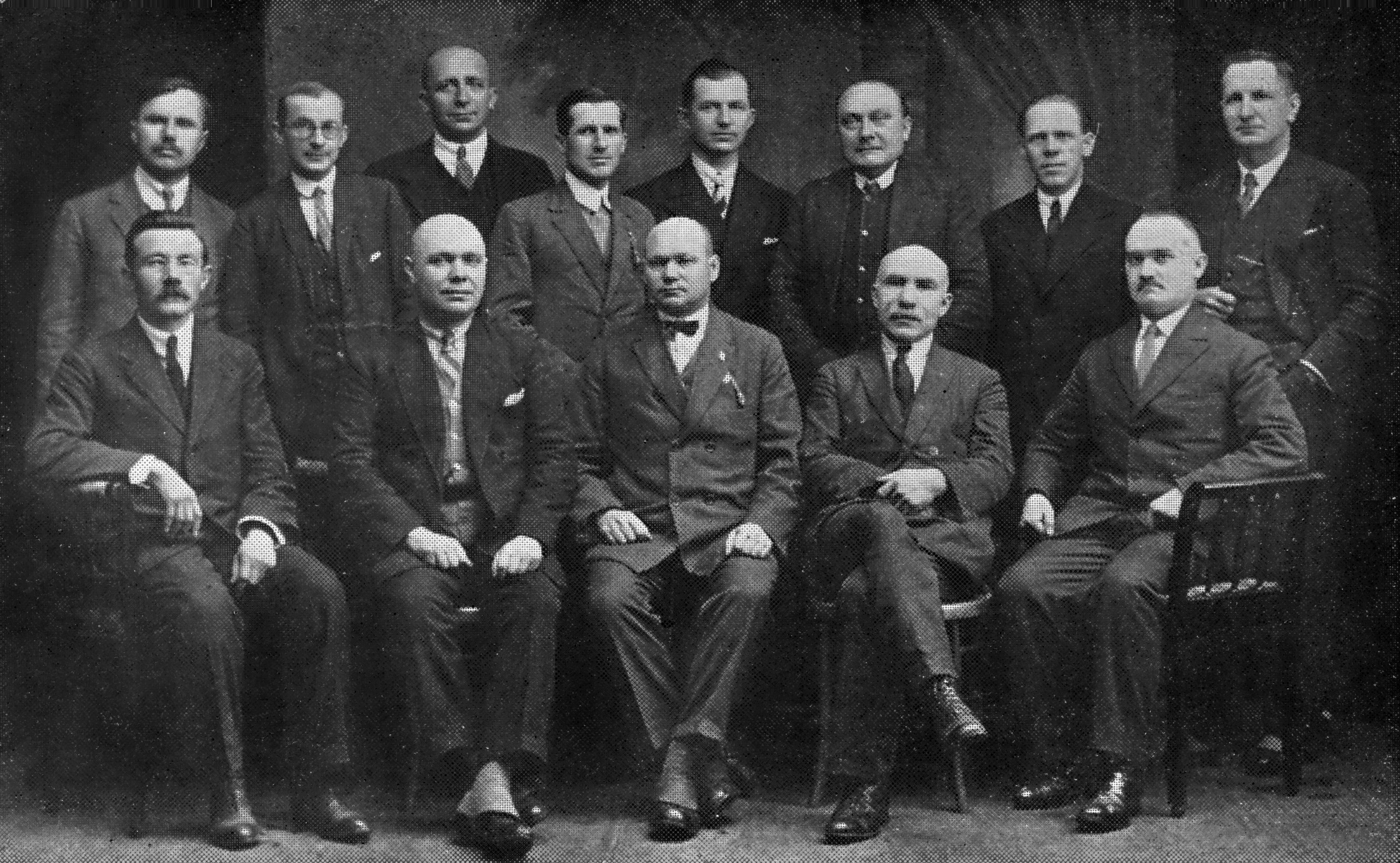
Члени Конференції УСДРП в Подєбрадах 1926 р. Лев Чикаленко стоїть справа.

Народився в селі Перешори Херсонської губернії в родині агронома, мецената Євгена Чикаленка та Марії Вікторівни (до шлюбу Садик, пом. 1932). У родині було 5 дітей: Ганна, Вікторія, Лев, Петро та Іван. Навчався в Одеській гімназії.

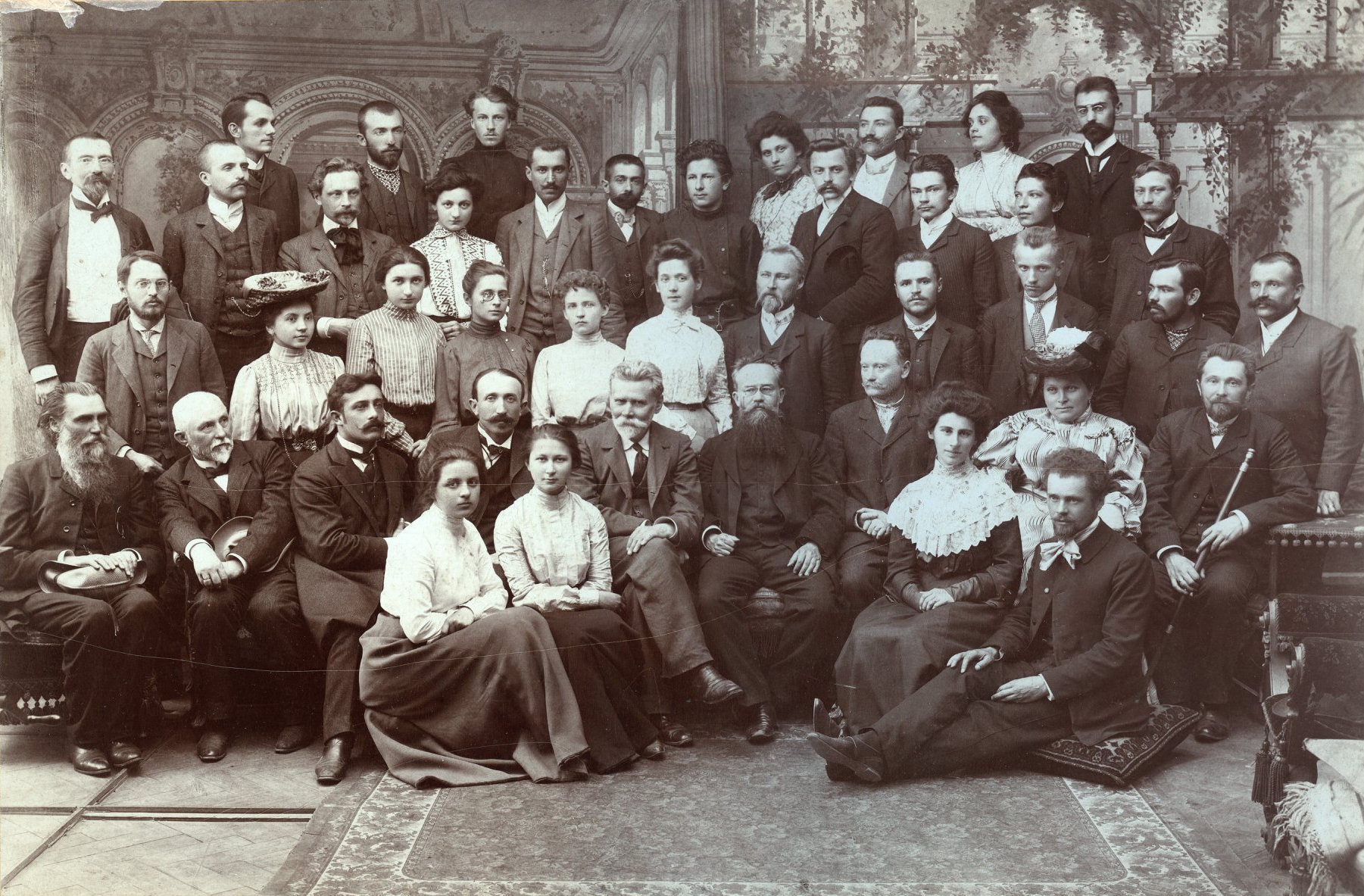
Викладачі та студенти Наукових курсів українознавства у Львові (організованих ТПУНЛШ), 5 липня 1904 р. Зліва направо: перший ряд (сидять): М. Дверницька, В. Чикаленківна, А. Трушева, І. Труш;
другий ряд (сидять): П. Рябков, Т. Ревакович, І. Брик, М. Ганкевич, Хв. Вовк, М. Грушевський, І. Франко, М. Грушевська, Вол. Гнатюк;
третій ряд (стоять): Вол. Дорошенко, М. Підлісецька (Мудракова), Г. Чикаленківна, К. Голицинська, О. Андрієвська, М. Липа, І. Липа, Ф. Шолудько, В. Панейко, Л. Сміщук, Л. Гарматій;
четвертий ряд (стоять): Вол. Лаврівський, Е. Голицинський, Юл. Бачинський, М. Крушельницька (Дроздовська), Дм. Дорошенко, Я. Грушкевич, Л. Чикаленко, Мих. Грушкевич, Ст. Дольницький, А. Хомик, М. Росткович;
п'ятий ряд (стоять): Юл. Ситник, Ол. Скоропис, Дм. Розов, Д. Старосольська (Шухевичівна), Вол. Загайкевич, Т. Єрми (п-ні Боднарова), Мих. Мочульський.

1907 року закінчив приватну гімназію Г. А. Валькера у Києві.
З 1907 року навчався в Лозаннському університеті. 2 роки вивчав геологію на кафедрі у професора Моріса Люжона (фр. Maurice Lugeon).
Був заарештований 1905 року в Одесі, захищаючи євреїв під час погрому, зазнав поранення.
У 1909 році покинув університет під впливом Ф. К. Вовка, який був у гостях у родини Чикаленків у Києві. Вовк запропоновував йому взяти участь у своїй археологічній експедиції на Волині та здобути освіту в Санкт-Петербурзькому університеті, щоб присвятити своє майбутнє українській антропології. Того ж року брав участь в археологічній експедиції за участю студентів під керівництвом Вовка. Провели розкопки палеолітичної стоянки біля с. Городок, побували в Житомирі, багатьох селах Волині. Брав участь в археологічній експедиції до стоянки біля Мізина Чернігівської губернії. Допомагав виконувати та узагальнювати антропологічні виміри на Полтавщині, Херсонщині, Кубані.
У зв'язку з репутацією «неблагонадійного» до Санкт-Петербурзького університету вдалося вступити лише в 1912 році. Брав участь у суспільно-політичних подіях у Петрограді в 1917 році.
З березня 1917 р. — активний учасник українських мітингів. Належав до УСДРП. Повернувшись до Києва, 1917 року увійшов до складу виконавчого комітету Київської ради робітничих і солдатських депутатів. У квітні того ж року на Всеукраїнському національному конгресі у Києві обраний до складу Української Центральної Ради, обіймав посаду секретаря, а 8 квітня 1917 — член Малої Ради.
1919 р. науковий співробітник Академії наук, при владі українських партій — в міській управі, викладав географію, природознавство в Першій українській гімназії імені Т. Г. Шевченка на Лук'янівці.
1920 р. його кандидатуру виставлено на посаду міністра праці в уряді Української Народної Республіки, однак він відмовився від цієї посади, залишившись радником міністра внутрішніх справ в уряді О. Х. Саліковського.
Мав тісні зв'язки з соціалістами-федералістами. Входив до складу делегацій на переговорах з генерал-лейтенантом Врангелем П. М. у Криму в 1920 році і з Савінковим Б. В. у Варшаві. Після зустрічі з Врангелем ухвалив рішення про еміграцію. Восени 1920 року переїхав до Тарнова, звідти — до Варшави. Його приватні колекції (близько 500 одиниць зберігання) потрапили до кабінету антропології та етнології ім. Ф. Вовка.
У 1923—1926 роках проживав у Празі, займався науковою діяльністю. У 1924 р. захистив дисертацію на здобуття наукового ступеня доктора філософських наук в Українському вільному університеті в Празі. Читав лекції з антропології, етнографії та археології в Українському високому педагогічному інституті імені М. Драгоманова. Вивчав неолітичні культури території Чехословаччини, орнаменти моравської мальованої кераміки, встановивши їхні зв'язки з неолітичною мальованою керамікою трипільської культури в Україні. Працював лаборантом у передісторичному відділі Чеського національного музею. Брав участь у виданні газети «Українське Життя» (Авсбург), друкував вірші, публіцистичні статті в періодиці.
1926 р. переїхав до Парижа. У Паризькому інституті палеонтології людини в Сен-Жермен вивчав відомі колекції палеолітичних городищ Франції та південної Африки.
У 1926—1939 роках жив у Польщі, працював у Краківському університеті і музеях Академії наук Польщі. Впорядкував матеріали археологічних експедицій, проведених у Київській губернії.
Очолював створений у Варшаві у 1934 р. Еміґраційний український комітет допомоги голодуючим в Україні. Структура діяла при Українському центральному комітеті, який гуртував петлюрівських еміґрантів у Польщі. Українські комітети допомоги з різних держав вирішили розробити книгу про Голодомор та його причини і перекласти її кількома європейськими мовами. Чикаленко у звіті, який отримала польська розвідка, спочатку відзначав, що попередній голод з 1921 р. був стихією, «незалежною від людської волі». «Голод сьогоднішньої доби є результатом свідомої соціально-національної політики комуністичної московської партії в Україні і відповіддю на неї широких мас українського населення. При допомозі брутальної сили у сільських місцевостях забрано все, що планувалось забрати, не враховуючи наслідків цих кроків для населення України», — писав Чикаленко. Він відзначав, що комітетові не вдалося залучити до співпраці більше польських громадян, як це зробили подібні структури в Болгарії, Англії, Чехословаччині та Франції. На його думку, така дійсність, була результатом політичної кон'юнктури, яка до моменту виготовлення рапорту не дозволяла публікувати в жодному польському виданні інформації про Голодомор.
У 1942 р. під час нацистської окупації входив до складу Львівського археологічного комітету, вивчав кераміку Трипільської культури й колекцію музею Наукового товариства імені Т. Шевченка.
Після закінчення Другої світової війни проживав у Західній Німеччині.
У 1948 р. перебрався до США. Через незатребуваність і за браком засобів до існування деякий час мусив працювати прибиральником у нью-йоркському французькому шпиталі. Викладав в Українському університеті в Нью-Йорку.
Помер у Нью-Йорку 7 березня 1965 року. Прах перевезено в Україну і перепоховано на батьківщині в селі Перешори в 1998 році, згідно із заповітом.

## Праці
Автор праць «Нарис розвитку геометричного орнаменту палеолітичної доби» (1923), «Техніка орнаментування керамічних виробів мізинських неолітичних селищ» (1925), «Нарис розвитку української неолітичної мальованої кераміки — Більче Золоте» (1926).
- 1923 — Нарис розвитку геометричного орнаменту палеолітичної доби
- 1925 — Техніка орнаментування керамічних виробів мізинських неолітичних селищ
- 1926 — Нарис розвитку укр. неолітичної мальовничої кераміки — Більче Золоте
- 1931 — Соловецька каторга: Документи / Ред. Левко Чикаленко. Варшава, 1931. — 72 с.
- 1963 — Уривки зі спогадів з років 1919—1920 [Архівовано 4 березня 2016 у Wayback Machine.] / Нью-Йорк: вид-во «Наша Батьківщина» — 167 С.

## Родина
Перша дружина — Стахевич Тетяна Сергіївна (1890—1942) (дочка Лідії Миколаївни Фігнер, племінниця Віри Миколаївни Фігнер) — історикиня. Закінчила історико-філологічний факультет Вищих жіночих Бестужівських курсів (1914), залишилась там під керівництвом М. І. Ростовцева, одружилася з Л. Є. Чикаленком (1916) і поїхала з ним в Україну. Після еміграції чоловіка повернулася з дітьми до Петрограда (1921), працювала в Музеї революції. Під час розгрому Музею 1929 року (арешти співробітників і закриття відділів «Каторги і заслання», Великої французької революції) пішла звідти. Викладала українську мову і займалася зі студентами університету. Потім викладала латину в Першому ленінградському медінституті. Померла від голоду в блокадному Ленінграді.
Дочки: Стахевич Ірина Львівна (Арися, 1918 — жовтень 1999) — інженер-технолог. Закінчила хімічний факультет Інституту кіноінженерів, отримала направлення до Шосткинської фабрики кіноплівки № 6, але не поїхала туди, оскільки обладнання заводу було евакуйоване на схід країни, а м. Шостка незабаром було зайняте німцями. Працювала на номерному заводі в Ленінграді, згодом перетвореному в НДІ. Перед відходом з роботи очолювала лабораторію. Пережила блокаду.
Стахевич Ягна Львівна (1917—1983) — геолог, працювала у ВСЕГЄІ, потім — Інституті геології Арктики, брала участь в геологічній розвідці алмазів у Якутії.
Друга дружина — Линтварьова Ксенія  Георгіївна (Оксана Юріївна) (16 листопада 1908, Харків — 2008) — від 1943 року.
Дочка: Мар'яна Львівна — лікарка, проживає в Нью-Йорку.